# Route de Yellowknife
Pour les articles homonymes, voir Route 3.
La route de Yellowknife (Yellowknife Highway en anglais), également appelée route Great Slave (Great Slave Highway) ou route 3 (Highway 3), est une route des Territoires du Nord-Ouest au Canada reliant Yellowknife à la route 1 à une intersection située à 188 km au nord de la frontière avec l'Alberta.
Construite en 1960, la route est, de nos jours, complètement pavée et réalignée à la suite de travaux achevés en 2006. Depuis 2012, elle comprend le pont de Deh Cho, qui la porte au dessus du fleuve Mackenzie.